# Червона Симфонія
Червона Симфонія — назва, під якою відомий текст кількох зошитів, які, як вважається, знайшов іспанський доброволець, що воював у Німецько-радянській війні на стороні Червоної Армії, на тілі доктора І. Ландовського в Ленінграді. Текст опублікований в Іспанії іспанською мовою (ісп. «Sinfonia en Rojo Major») іспанським видавцем доном Маурісіо Карлавілья (Don Mauricio Carlavilla).
За версією публікаторів, текст містить записи допитів Християна Раковського. Вважається, що Раковський, будучи підсудним третього Московського процесу, з метою полегшення своєї долі вирішив повідомити владі щось, що має спеціальний інтерес. Сталін дав розпорядження своєму спецагентові Габріелю (Рене Дюваль) провести його допит. Допит відбувся 1938 року. На допиті Раковський повідомив цілі і методи троцькістської змови.
Характер свідчень, що містяться в матеріалах «Червоної Симфонії», дозволив деяким дослідникам тексту зробити висновок, що видана ним інформація справила сильний вплив на політику Сталіна, як щодо соратників по партії, так і на всю зовнішньополітичну діяльність СРСР напередодні Другої світової війни. Відомо, що Раковський не був засуджений до розстрілу, як майже всі обвинувачені третього Московського процесу, а засуджений на 20 років (втім, 1941 року він був розстріляний разом з низкою політичних ув'язнених у в'язниці під Орлом при наближенні німецьких військ).

## Зміст
Видання зошитів припускають, що колишній власник зошитів, І. Ландовський, був зросійщеним поляком і жив у Росії. Він нібито працював у хімічній лабораторії НКВД біля Москви і в 1938 році записав протокол допиту колишнього посла у Франції Християна Раковського в період судових процесів над троцькістами. Ландовський потай дав Раковському наркотик, щоб розговорити його. Він зробив дві офіційні копії протокола допиту (для Йосипа Сталіна та Урекляна Габріеля), та одну, таємну, для себе.
Як стверджується у «Червоній Симфонії», Раковський зізнався, що троцькісти реалізовували в інтересах світової революції боротьбу спершу проти царської Росії, а потім проти Радянського Союзу. Для цього вони підтримували контакти з зарубіжними політиками, зокрема з німецькими, аж до приходу Гітлера до влади.